# Benalúa (comarca de Guadix)
Benalúa - antigament Benanlúa de Guadix - és un municipi a la part central de la comarca de Guadix (província de Granada). Limita amb els municipis de Fonelas, Guadix i Purullena. Altres localitats properes són El Bejarín, Cortes y Graena i Marchal. El terme municipal de Benalúa se situa en plena Hoya de Guadix, en la confluències dels rius Fardes i Guadix. Constituïda per terrenys argilencs elevats i xaragalls a l'est (malpaís o badlands) i terres de regadiu a l'oest. El nucli urbà té una altitud mitjana de 886 metres, situant-se la cota més alta en el turó Kabila (930 m). El municipi posseïx una de les extensions més reduïdes de la província, d'aquí la seva elevada densitat de població.

## Història
Accitania constituïx un dels assentaments humans més antics d'Europa. Molt prop de Benalúa —encara que en el terme municipal de Fonelas— es troben els jaciments de Solana del Zamborino (Paleolític) i Cerro del Gallo (cultura argàrica) on s'han trobat restes fòssils d'animals objecte de cacera per part dels pobladors paleolítics, juntament amb indústria lítica, així com restes de ceràmica i útils de coure argàrics, respectivament.
Quan es funda Acci en el segle i, Benalúa era un assentament dispers organitzat longitudinalment al llarg d'un dels brancs de la Via Augusta. A partir del segle viii, amb l'arribada dels musulmans, a Benalúa s'establí la tribu dels Ragi'a. En aquells dies Benalúa era una alqueria de les quals integraven l'ampli districte de Wadi-as (Guadix), dedicada a l'explotació agrícola i formada per un conjunt de coves protegides per torres.
Amb la Reconquesta, l'hàbitat es fa més dispers. En el segle xvii Benalúa compta ja amb una ermita pròpia, encara que depenent de la parròquia de Fonelas, en els llibres de la qual registrals existeixen constància de l'assentament de veïns en Benalúa a partir de l'any 1675. En el segle xviii Benalúa és un llogaret del partit de Guadix baix el mayorazgo del Comte de Alcudia. En 1836 es forma l'ajuntament de Benalúa i comencen cinquanta anys de plets amb Guadix que es negava a reconèixer la segregació de la pedania. A principis del segle xx arriba el ferrocarril i a principis de segle es construïx la fàbrica sucrera, autèntic motor del desenvolupament del poble durant gran part del segle.
En 1945 els veïns del Barri del Camarate —conegut en el poble com Barri Guadix— sol·liciten a les autoritats i a l'ajuntament accità la segregació i l'agregació a l'ajuntament de Benalúa. L'expedient començarà a tramitar-se en 1969 i no conclourà fins a 1972. Ja en l'última dècada del segle XX oficialment la fins llavors anomenada 'Benalúa de Guadix' (per a distingir-la de l'altra 'Benalúa' en la província de Granada, 'Benalúa de las Villas') passa a dir-se 'Benalúa' a seques.